# شهرستان هیگاشی‌مورایاما، یاماگاتا

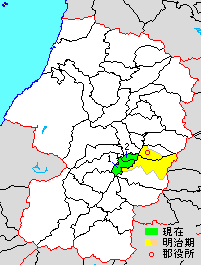

شهرستان هیگاشی‌مورایاما (انگلیسی: Higashimurayama District, Yamagata) یکی از شهرستان‌های ژاپن است که در استان یاماگاتا در ژاپن واقع شده‌است.